# Kurud
Kurud è una suddivisione dell'India, classificata come nagar panchayat, di 11.469 abitanti, situata nel distretto di Dhamtari, nello stato federato del Chhattisgarh. In base al numero di abitanti la città rientra nella classe IV (da 10.000 a 19.999 persone).

## Geografia fisica
La città è situata a 20° 49' 56 N e 81° 43' 17 E e ha un'altitudine di 297 m s.l.m.

## Società

### Evoluzione demografica
Al censimento del 2001 la popolazione di Kurud assommava a 11.469 persone, delle quali 5.756 maschi e 5.713 femmine. I bambini di età inferiore o uguale ai sei anni assommavano a 1.841, dei quali 949 maschi e 892 femmine. Infine, coloro che erano in grado di saper almeno leggere e scrivere erano 7.347, dei quali 4.175 maschi e 3.172 femmine.